# Bahnstrecke Mohon–Thionville
| Zwischen der Thonne-Brücke und dem Tunnel Montmédy |                      |                                                                                          |                                                                                          |
| Streckennummer (SNCF): | 204 000              |                                                                                          |                                                                                          |
| Streckenlänge: | 137,0 km             |                                                                                          |                                                                                          |
| Spurweite: | 1435 mm (Normalspur) |                                                                                          |                                                                                          |
| Stromsystem: | 25 kV, 50 Hz ~       |                                                                                          |                                                                                          |
| Maximale Neigung: | 11,5 ‰               |                                                                                          |                                                                                          |
| Zweigleisigkeit: | Mohon–Thionville     |                                                                                          |                                                                                          |
| |                      |                                                                                          |                                                                                          |
| \| \| \| Bahnstrecke Soissons–Givet von Givet \| \| \| \| 142,5 \| Charleville-Mézières \| Charleville-Mézières \| \| \| 141,9 \| Bahnstrecke Charleville-Mézières–Hirson von/nach Hirson \| Bahnstrecke Charleville-Mézières–Hirson von/nach Hirson \| \| \| \| Maas \| \| \| \| \| Ehemaliger Tunnel de Mézières (141 m) \| \| \| \| \| Maas \| \| \| \| 140,6 \| Mohon \| Mohon \| \| \| \| Vence \| \| \| \| \| \| \| \| \| 140,5 0,0 \| Bahnstrecke Soissons–Givet von/nach Soissons \| Bahnstrecke Soissons–Givet von/nach Soissons \| \| \| \| \| \| \| \| 142,5 \| A 34 \| A 34 \| \| \| \| Industriezone Lumes \| \| \| \| 143,1 \| Maas \| Maas \| \| \| 143,8 \| Lumes \| Lumes \| \| \| \| Lumes-Triage \| \| \| \| 148,2 \| Nouvion-sur-Meuse \| Nouvion-sur-Meuse \| \| \| 151,8 \| Vrigne-Meuse \| Vrigne-Meuse \| \| \| \| Bahnstrecke Vrigne-Meuse–Vrigne-aux-Bois nach Vrigne-aux-Bois (abgebr.) \| \| \| \| \| Vrigne \| \| \| \| 154,1 \| Donchery \| Donchery \| \| \| 155,7 \| Maas \| Maas \| \| \| 156,2 \| Autobahn A 34 \| Autobahn A 34 \| \| \| \| Industriezone Glaire \| \| \| \| 158,5 \| Sedan \| Sedan \| \| \| \| N 43 \| \| \| \| 162,0 \| Pont-Maugis \| Pont-Maugis \| \| \| 162,2 \| Bahnstrecke Lérouville–Pont-Maugis nach Lérouville \| Bahnstrecke Lérouville–Pont-Maugis nach Lérouville \| \| \| 163,0 \| Maas \| Maas \| \| \| 164,4 \| Bazeilles \| Bazeilles \| \| \| 168,0 \| Douzy \| Douzy \| \| \| 171,6 \| Poury-Brévilly \| Poury-Brévilly \| \| \| 175,6 \| Sachy \| Sachy \| \| \| \| Bahnstrecke Bertrix–Carignan von Bertrix über Messempré \| \| \| \| 180,5 \| Carignan \| Carignan \| \| \| 182,3 \| Blagny \| Blagny \| \| \| 188,7 \| Margut-Fromy \| Margut-Fromy \| \| \| 191,5 \| La Ferté-sur-Chiers \| La Ferté-sur-Chiers \| \| \| 193,0 \| Grenze Département Ardennes/Meuse \| Grenze Département Ardennes/Meuse \| \| \| 195,0 \| Lamouilly \| Lamouilly \| \| \| 198,8 \| Chiers \| Chiers \| \| \| 201,4 \| Chauvency-le-Château \| Chauvency-le-Château \| \| \| 202,4 \| Chiers \| Chiers \| \| \| 206,1 \| Tunnel Montmédy (755 m) \| Tunnel Montmédy (755 m) \| \| \| 207,2 \| Montmédy \| Montmédy \| \| \| \| Bahnstrecke Verdun–Montmédy (Réseau de la Woëvre, 1914–1938) \| \| \| \| 209,0 \| Chiers \| Chiers \| \| \| \| Bahnstrecke Marbehan–Écouviez von/nach Marbehan (abgebrochen) \| \| \| \| 214,2 \| Velosnes-Torgny \| Velosnes-Torgny \| \| \| \| Grenze Département Meuse/Meurthe-et-Moselle \| \| \| \| 219,3 \| Charency-Vezin \| Charency-Vezin \| \| \| 221,0 \| Chiers (3×) \| Chiers (3×) \| \| \| 226,2 \| Tunnel Vachemont (344 m) \| Tunnel Vachemont (344 m) \| \| \| 226,8 \| Abzweig (abgebrochen) \| Abzweig (abgebrochen) \| \| \| \| Tunnel Longuyon (338 m) \| \| \| \| 227,4 \| Chiers \| Chiers \| \| \| \| Bahnstrecke Autelbas–Longuyon \| \| \| \| \| von/nach Mont-Saint-Martin und Athus-Maas-Linie Namur \| \| \| \| 228,0 \| Longuyon \| Longuyon \| \| \| 228,9 \| Bahnstrecke Longuyon–Pagny-sur-Moselle nach Pagny-sur-Moselle \| Bahnstrecke Longuyon–Pagny-sur-Moselle nach Pagny-sur-Moselle \| \| \| 229,7 \| Tunnel Platinerie (642 m) \| Tunnel Platinerie (642 m) \| \| \| \| Grenze Département Meurthe-et-Moselle/Meuse (2×) \| \| \| \| 237,0 \| Pierrepont \| Pierrepont \| \| \| \| Crusnes \| \| \| \| 241,1 \| Mercy-le-Bas-Mainbottel \| Mercy-le-Bas-Mainbottel \| \| \| 245,6 \| Joppécourt-Fillières \| Joppécourt-Fillières \| \| \| 249,6 \| Tunnel Mercy-le-Haut (199 m) \| Tunnel Mercy-le-Haut (199 m) \| \| \| \| \| \| \| \| \| Bahnstrecke Valleroy-Moineville–Villerupt-Micheville von Villerupt-Micheville (unterbr.) \| \| \| \| \| \| \| \| \| 252,9 \| Audun-le-Roman \| Audun-le-Roman \| \| \| \| Bahnstrecke Baroncourt–Audun-le-Roman nach Baroncourt (abgebr.) \| \| \| \| \| Bahnstrecke Valleroy-Moineville–Villerupt-Micheville n. Valleroy-M. (abgebr.) \| \| \| \| 257,4 \| Überwerfungsbauwerk zum Wechsel der Fahrordnung \| Überwerfungsbauwerk zum Wechsel der Fahrordnung \| \| \| \| Grenze Meurthe-et-Moselle/Moselle \| \| \| \| \| Bahnstrecke Fontoy–Audun-le-Tiche von Audun-le-Tiche (unterbr.) \| \| \| \| 260,4 \| \| \| \| \| 261,1 \| Fontoy \| Fontoy \| \| \| 262,4 \| Tunnel Fontoy (325 m) \| Tunnel Fontoy (325 m) \| \| \| 266,0 \| Fensch \| Fensch \| \| \| \| Bahnstrecke Hayange–Rochonvillers von Rochonvillers (abgebr.) \| \| \| \| \| Knutange-Nilvange \| \| \| \| \| Gleisanlieger Saint-Jacques \| \| \| \| 269,0 \| Hayange \| Hayange \| \| \| \| Chantier-Militaire \| \| \| \| \| Florange \| \| \| \| 272,1 \| Florange-Triage \| Florange-Triage \| \| \| 276,1 186,9 \| Bahnstrecke Metz–Luxemburg von Metz-Ville \| Bahnstrecke Metz–Luxemburg von Metz-Ville \| \| \| \| A 31 \| \| \| \| \| Beauregard \| \| \| \| 187,3 \| Mosel \| Mosel \| \| \| 188,0 \| Thionville \| Thionville \| \| \| \| Bahnstrecke Metz–Luxemburg nach Luxemburg \| \| \| \| \| Bahnstrecke Völklingen–Thionville nach Völklingen \| \| \| \| \| Bahnstrecke Thionville–Trier nach Trier \| \| |                      |                                                                                          |                                                                                          |
| |                      | Bahnstrecke Soissons–Givet von Givet                                                     |                                                                                          |
| Bahnhof | 142,5                | Charleville-Mézières                                                                     | Charleville-Mézières                                                                     |
| Abzweig geradeaus, nach rechts und von rechts | 141,9                | Bahnstrecke Charleville-Mézières–Hirson von/nach Hirson                                  | Bahnstrecke Charleville-Mézières–Hirson von/nach Hirson                                  |
| Brücke über Wasserlauf |                      | Maas                                                                                     | Maas                                                                                     |
| |                      | Ehemaliger Tunnel de Mézières (141 m)                                                    |                                                                                          |
| Brücke über Wasserlauf |                      | Maas                                                                                     | Maas                                                                                     |
| Bahnhof | 140,6                | Mohon                                                                                    | Mohon                                                                                    |
| Brücke über Wasserlauf |                      | Vence                                                                                    | Vence                                                                                    |
| |                      |                                                                                          |                                                                                          |
| Abzweig geradeaus, nach rechts und von rechts | 140,5 0,0            | Bahnstrecke Soissons–Givet von/nach Soissons                                             | Bahnstrecke Soissons–Givet von/nach Soissons                                             |
| |                      |                                                                                          |                                                                                          |
| Strecke mit Straßenbrücke | 142,5                | A 34                                                                                     | A 34                                                                                     |
| Dienststation / Betriebs- oder Güterbahnhof |                      | Industriezone Lumes                                                                      | Industriezone Lumes                                                                      |
| Brücke über Wasserlauf | 143,1                | Maas                                                                                     | Maas                                                                                     |
| Bahnhof | 143,8                | Lumes                                                                                    | Lumes                                                                                    |
| Dienststation / Betriebs- oder Güterbahnhof |                      | Lumes-Triage                                                                             | Lumes-Triage                                                                             |
| Bahnhof | 148,2                | Nouvion-sur-Meuse                                                                        | Nouvion-sur-Meuse                                                                        |
| Bahnhof | 151,8                | Vrigne-Meuse                                                                             | Vrigne-Meuse                                                                             |
| Abzweig geradeaus und ehemals nach links |                      | Bahnstrecke Vrigne-Meuse–Vrigne-aux-Bois nach Vrigne-aux-Bois (abgebr.)                  | Bahnstrecke Vrigne-Meuse–Vrigne-aux-Bois nach Vrigne-aux-Bois (abgebr.)                  |
| Brücke über Wasserlauf |                      | Vrigne                                                                                   | Vrigne                                                                                   |
| ehemaliger Bahnhof | 154,1                | Donchery                                                                                 | Donchery                                                                                 |
| Brücke über Wasserlauf | 155,7                | Maas                                                                                     | Maas                                                                                     |
| Strecke mit Straßenbrücke | 156,2                | Autobahn A 34                                                                            | Autobahn A 34                                                                            |
| Abzweig geradeaus und ehemals von rechts |                      | Industriezone Glaire                                                                     | Industriezone Glaire                                                                     |
| Bahnhof | 158,5                | Sedan                                                                                    | Sedan                                                                                    |
| Strecke mit Straßenbrücke |                      | N 43                                                                                     | N 43                                                                                     |
| ehemaliger Haltepunkt / Haltestelle | 162,0                | Pont-Maugis                                                                              | Pont-Maugis                                                                              |
| Abzweig geradeaus und nach rechts | 162,2                | Bahnstrecke Lérouville–Pont-Maugis nach Lérouville                                       | Bahnstrecke Lérouville–Pont-Maugis nach Lérouville                                       |
| Brücke über Wasserlauf | 163,0                | Maas                                                                                     | Maas                                                                                     |
| ehemaliger Haltepunkt / Haltestelle | 164,4                | Bazeilles                                                                                | Bazeilles                                                                                |
| ehemaliger Haltepunkt / Haltestelle | 168,0                | Douzy                                                                                    | Douzy                                                                                    |
| ehemaliger Bahnhof | 171,6                | Poury-Brévilly                                                                           | Poury-Brévilly                                                                           |
| ehemaliger Bahnhof | 175,6                | Sachy                                                                                    | Sachy                                                                                    |
| Abzweig geradeaus und von links |                      | Bahnstrecke Bertrix–Carignan von Bertrix über Messempré                                  | Bahnstrecke Bertrix–Carignan von Bertrix über Messempré                                  |
| Bahnhof | 180,5                | Carignan                                                                                 | Carignan                                                                                 |
| ehemaliger Haltepunkt / Haltestelle | 182,3                | Blagny                                                                                   | Blagny                                                                                   |
| ehemaliger Bahnhof | 188,7                | Margut-Fromy                                                                             | Margut-Fromy                                                                             |
| ehemaliger Bahnhof | 191,5                | La Ferté-sur-Chiers                                                                      | La Ferté-sur-Chiers                                                                      |
| Grenze | 193,0                | Grenze Département Ardennes/Meuse                                                        | Grenze Département Ardennes/Meuse                                                        |
| ehemaliger Haltepunkt / Haltestelle | 195,0                | Lamouilly                                                                                | Lamouilly                                                                                |
| Brücke über Wasserlauf | 198,8                | Chiers                                                                                   | Chiers                                                                                   |
| ehemaliger Haltepunkt / Haltestelle | 201,4                | Chauvency-le-Château                                                                     | Chauvency-le-Château                                                                     |
| Brücke über Wasserlauf | 202,4                | Chiers                                                                                   | Chiers                                                                                   |
| Tunnel | 206,1                | Tunnel Montmédy (755 m)                                                                  | Tunnel Montmédy (755 m)                                                                  |
| U-Bahn-Kopfbahnhof Streckenanfang · Bahnhof | 207,2                | Montmédy                                                                                 | Montmédy                                                                                 |
| U-Bahn-Strecke nach rechts (außer Betrieb) · Strecke |                      | Bahnstrecke Verdun–Montmédy (Réseau de la Woëvre, 1914–1938)                             | Bahnstrecke Verdun–Montmédy (Réseau de la Woëvre, 1914–1938)                             |
| Brücke über Wasserlauf | 209,0                | Chiers                                                                                   | Chiers                                                                                   |
| Abzweig geradeaus, ehemals nach links und ehemals von links |                      | Bahnstrecke Marbehan–Écouviez von/nach Marbehan (abgebrochen)                            | Bahnstrecke Marbehan–Écouviez von/nach Marbehan (abgebrochen)                            |
| ehemaliger Haltepunkt / Haltestelle | 214,2                | Velosnes-Torgny                                                                          | Velosnes-Torgny                                                                          |
| Grenze |                      | Grenze Département Meuse/Meurthe-et-Moselle                                              | Grenze Département Meuse/Meurthe-et-Moselle                                              |
| ehemaliger Haltepunkt / Haltestelle | 219,3                | Charency-Vezin                                                                           | Charency-Vezin                                                                           |
| Brücke über Wasserlauf | 221,0                | Chiers (3×)                                                                              | Chiers (3×)                                                                              |
| Tunnel | 226,2                | Tunnel Vachemont (344 m)                                                                 | Tunnel Vachemont (344 m)                                                                 |
| Verschwenkung nach rechts und ehemals nach links | 226,8                | Abzweig (abgebrochen)                                                                    | Abzweig (abgebrochen)                                                                    |
| Strecke · Tunnel (Strecke außer Betrieb) |                      | Tunnel Longuyon (338 m)                                                                  | Tunnel Longuyon (338 m)                                                                  |
| Brücke über Wasserlauf · Brücke über Wasserlauf (Strecke außer Betrieb) | 227,4                | Chiers                                                                                   | Chiers                                                                                   |
| Strecke · Abzweig ehemals nach links und von links |                      | Bahnstrecke Autelbas–Longuyon                                                            | Bahnstrecke Autelbas–Longuyon                                                            |
| Verschwenkung nach links · Verschwenkung nach rechts |                      | von/nach Mont-Saint-Martin und Athus-Maas-Linie Namur                                    | von/nach Mont-Saint-Martin und Athus-Maas-Linie Namur                                    |
| Bahnhof | 228,0                | Longuyon                                                                                 | Longuyon                                                                                 |
| Abzweig geradeaus und nach rechts | 228,9                | Bahnstrecke Longuyon–Pagny-sur-Moselle nach Pagny-sur-Moselle                            | Bahnstrecke Longuyon–Pagny-sur-Moselle nach Pagny-sur-Moselle                            |
| Tunnel | 229,7                | Tunnel Platinerie (642 m)                                                                | Tunnel Platinerie (642 m)                                                                |
| Grenze |                      | Grenze Département Meurthe-et-Moselle/Meuse (2×)                                         | Grenze Département Meurthe-et-Moselle/Meuse (2×)                                         |
| ehemaliger Bahnhof | 237,0                | Pierrepont                                                                               | Pierrepont                                                                               |
| Brücke über Wasserlauf |                      | Crusnes                                                                                  | Crusnes                                                                                  |
| ehemaliger Haltepunkt / Haltestelle | 241,1                | Mercy-le-Bas-Mainbottel                                                                  | Mercy-le-Bas-Mainbottel                                                                  |
| ehemaliger Haltepunkt / Haltestelle | 245,6                | Joppécourt-Fillières                                                                     | Joppécourt-Fillières                                                                     |
| Tunnel | 249,6                | Tunnel Mercy-le-Haut (199 m)                                                             | Tunnel Mercy-le-Haut (199 m)                                                             |
| |                      |                                                                                          |                                                                                          |
| Abzweig geradeaus und ehemals von links |                      | Bahnstrecke Valleroy-Moineville–Villerupt-Micheville von Villerupt-Micheville (unterbr.) | Bahnstrecke Valleroy-Moineville–Villerupt-Micheville von Villerupt-Micheville (unterbr.) |
| |                      |                                                                                          |                                                                                          |
| Bahnhof | 252,9                | Audun-le-Roman                                                                           | Audun-le-Roman                                                                           |
| Abzweig geradeaus, nach rechts und ehemals von rechts |                      | Bahnstrecke Baroncourt–Audun-le-Roman nach Baroncourt (abgebr.)                          | Bahnstrecke Baroncourt–Audun-le-Roman nach Baroncourt (abgebr.)                          |
| Abzweig geradeaus und nach rechts |                      | Bahnstrecke Valleroy-Moineville–Villerupt-Micheville n. Valleroy-M. (abgebr.)            | Bahnstrecke Valleroy-Moineville–Villerupt-Micheville n. Valleroy-M. (abgebr.)            |
| | 257,4                | Überwerfungsbauwerk zum Wechsel der Fahrordnung                                          | Überwerfungsbauwerk zum Wechsel der Fahrordnung                                          |
| ehemalige Grenze |                      | Grenze Meurthe-et-Moselle/Moselle                                                        | Grenze Meurthe-et-Moselle/Moselle                                                        |
| Abzweig geradeaus und ehemals von links |                      | Bahnstrecke Fontoy–Audun-le-Tiche von Audun-le-Tiche (unterbr.)                          | Bahnstrecke Fontoy–Audun-le-Tiche von Audun-le-Tiche (unterbr.)                          |
| Strecke mit Straßenbrücke | 260,4                |                                                                                          |                                                                                          |
| ehemaliger Bahnhof | 261,1                | Fontoy                                                                                   | Fontoy                                                                                   |
| Tunnel | 262,4                | Tunnel Fontoy (325 m)                                                                    | Tunnel Fontoy (325 m)                                                                    |
| Brücke über Wasserlauf | 266,0                | Fensch                                                                                   | Fensch                                                                                   |
| Abzweig geradeaus und ehemals von links |                      | Bahnstrecke Hayange–Rochonvillers von Rochonvillers (abgebr.)                            | Bahnstrecke Hayange–Rochonvillers von Rochonvillers (abgebr.)                            |
| ehemaliger Bahnhof |                      | Knutange-Nilvange                                                                        | Knutange-Nilvange                                                                        |
| Abzweig geradeaus und von rechts |                      | Gleisanlieger Saint-Jacques                                                              | Gleisanlieger Saint-Jacques                                                              |
| Bahnhof | 269,0                | Hayange                                                                                  | Hayange                                                                                  |
| ehemaliger Dienststation / Betriebs- oder Güterbahnhof |                      | Chantier-Militaire                                                                       | Chantier-Militaire                                                                       |
| ehemaliger Haltepunkt / Haltestelle |                      | Florange                                                                                 | Florange                                                                                 |
| ehemaliger Dienststation / Betriebs- oder Güterbahnhof | 272,1                | Florange-Triage                                                                          | Florange-Triage                                                                          |
| Abzweig geradeaus, nach rechts und von rechts | 276,1 186,9          | Bahnstrecke Metz–Luxemburg von Metz-Ville                                                | Bahnstrecke Metz–Luxemburg von Metz-Ville                                                |
| Strecke mit Straßenbrücke |                      | A 31                                                                                     | A 31                                                                                     |
| ehemaliger Dienststation / Betriebs- oder Güterbahnhof |                      | Beauregard                                                                               | Beauregard                                                                               |
| Brücke über Wasserlauf | 187,3                | Mosel                                                                                    | Mosel                                                                                    |
| Bahnhof | 188,0                | Thionville                                                                               | Thionville                                                                               |
| Abzweig geradeaus und nach links |                      | Bahnstrecke Metz–Luxemburg nach Luxemburg                                                | Bahnstrecke Metz–Luxemburg nach Luxemburg                                                |
| Abzweig geradeaus und nach rechts |                      | Bahnstrecke Völklingen–Thionville nach Völklingen                                        | Bahnstrecke Völklingen–Thionville nach Völklingen                                        |
| |                      | Bahnstrecke Thionville–Trier nach Trier                                                  |                                                                                          |

Die Bahnstrecke Mohon–Thionville ist eine französische Bahnstrecke, die vollständig zweigleisig und elektrifiziert ausgebaut ist. Sie ist Teil der alten Verbindung Calais–Basel und hat, auch wenn heute keine durchgehenden Personenzüge mehr zwischen den beiden Städten verkehren, für den Frachtverkehr zwischen Nordfrankreich und Lothringen eine wichtige Funktion inne.

## Geschichte

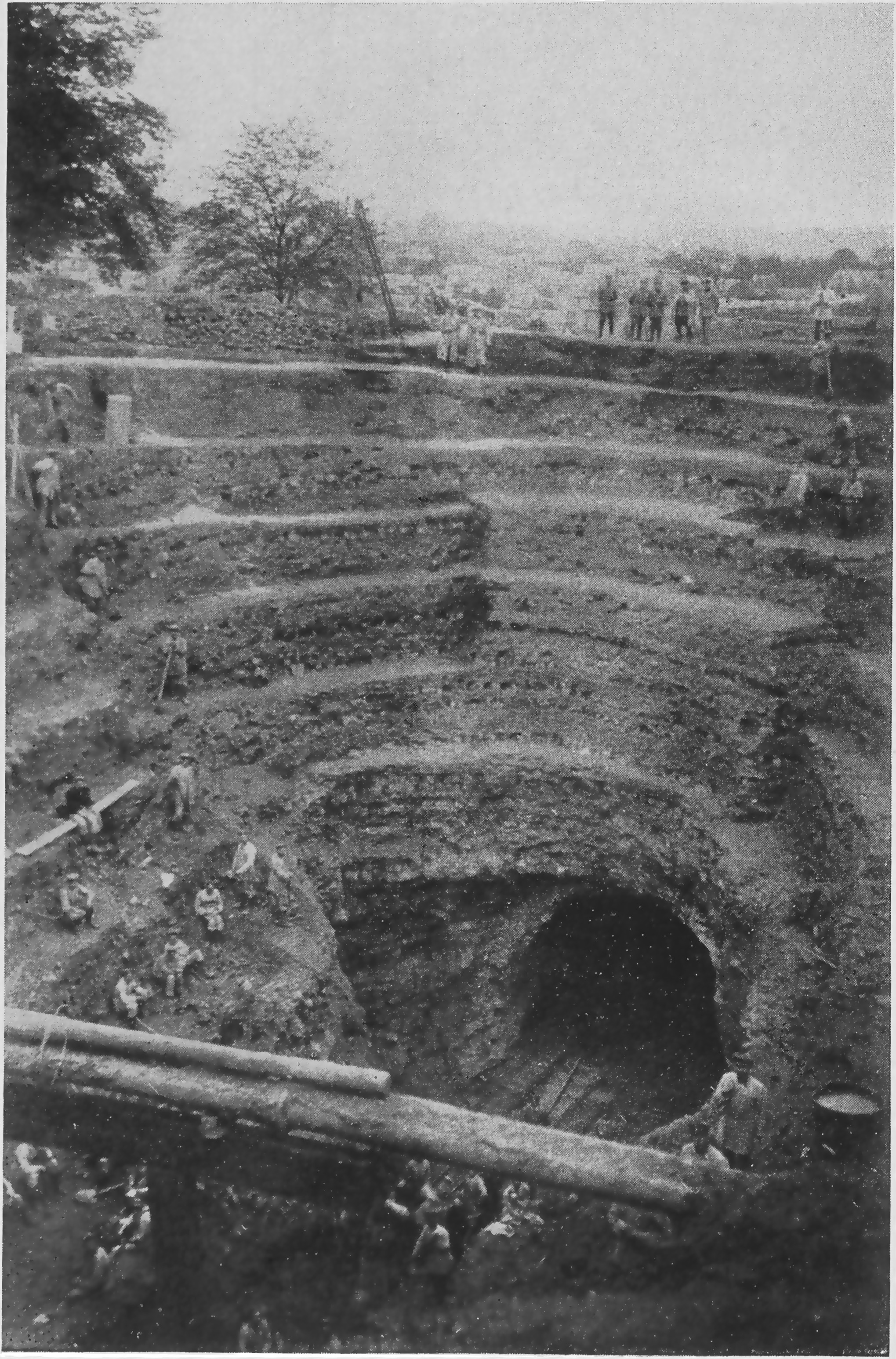
Wiederherstellungsarbeiten am Tunnel zwischen Mohon und Charleville, Oktober 1915, heute Gelände-Einschnitt

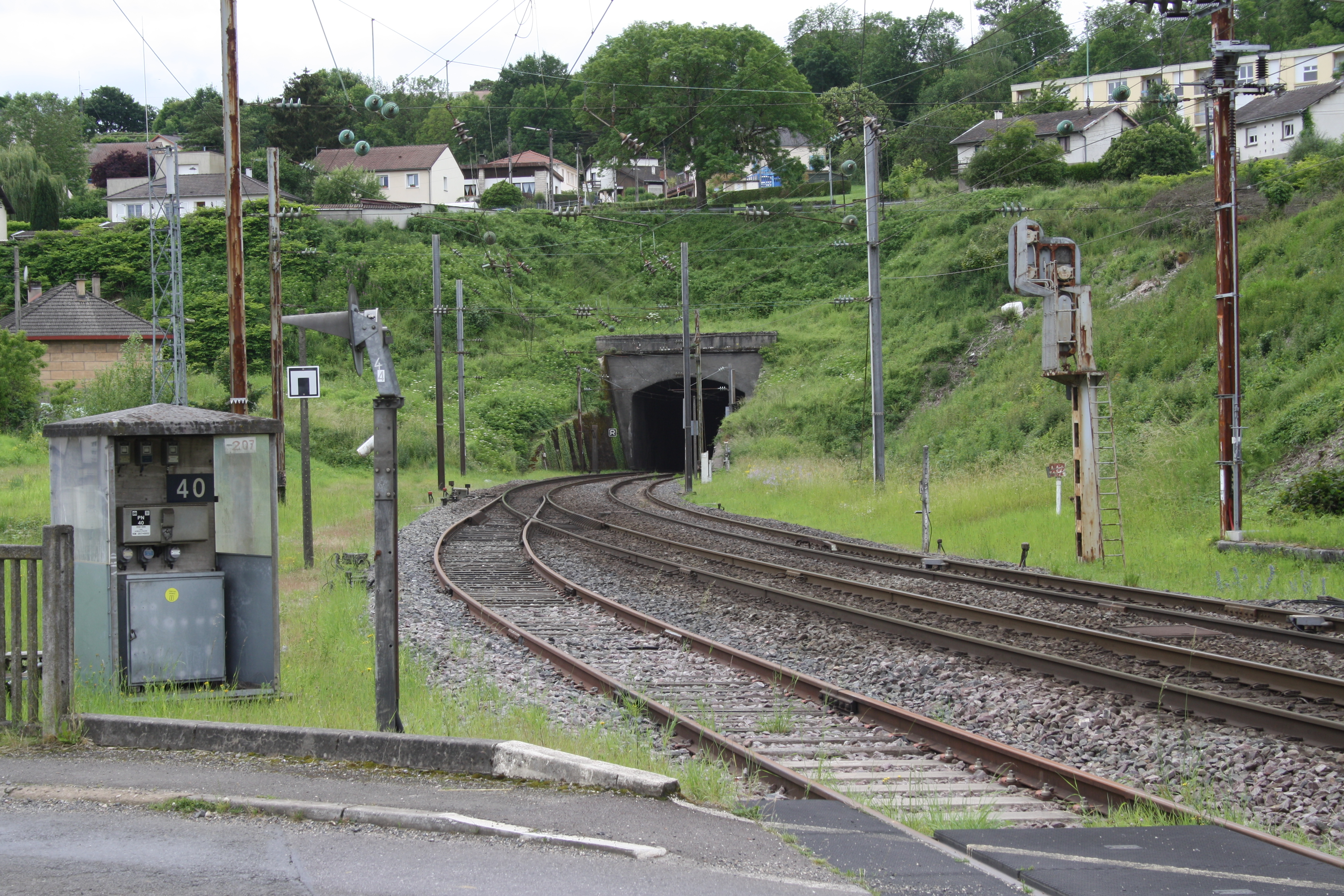
Tunnel Montmédy

Der Streckenbau verlief von West nach Ost. Mitte Dezember 1858 konnte der erste, knapp 14 Kilometer lange Abschnitt Mohon–Donchery in Betrieb genommen werden, der von der Gesellschaft Chemins de fer de l’Est (EST) in direktem Anschluss an die Gleise der Compagnie des chemins de fer du Nord (Nord) gebaut wurden.
Mit einem Parlamentsbeschluss vom 20. Juli 1853 wurden die nördlichen Bahngesellschaften zur Compagnie des chemins de fer des Ardennes zusammengefasst. Das bisherige Streckennetz wurde um verschiedene Konzessionen zum Streckenbau von insgesamt 417 Kilometern, unter anderem die von Sedan nach Thionville, ergänzt.
Diese Strecke bedeutete eine wertvolle Ergänzung des Streckennetzes, da die Bahnstrecke Metz–Luxemburg mit dem Knotenpunkt Thionville schon 1854 fertiggestellt werden konnte. Der letzte von insgesamt sechs Abschnitten, der von Pierrepont zum Endbahnhof Thionville, wurde am 25. April 1863 eingeweiht und in Betrieb genommen.
Im Ersten Weltkrieg war die Strecke zerstört worden, wurde aber vom Feldeisenbahnwesen schnell wieder instand gesetzt.
Die Elektrifizierung erfolgte 1954/55, die automatische Lichtzeichen-Blocksteuerung Bloc Automatique Lumineux (BAL) bereits 1953.

## Fahrbetrieb
Heute findet nur noch Personennahverkehr statt, nachdem bis zum Ende des 20. Jahrhunderts alle Fernverbindungen dieser Tangente ohne Anschluss an große Verkehrszentren verschwunden sind. Insbesondere im Verkehr mit Großbritannien war diese Strecke für Züge aus Süddeutschland ein wichtiger Abschnitt. Heute wird der Personenverkehr nur noch regional bedient und ist in zwei Abschnitte geteilt. Die als TER-Linie 2 bezeichnete Strecke kommt von Paris und Reims und führt weiter über Charleville-Mézières nach Longuyon und endet in Longwy. Die Strecke TER-7 verbindet Longuyon mit Thionville.

## Infrastruktur

### Bahnhof Audun-le-Roman
Audun-le-Roman war nach 1871 und bis 1918 der französische Grenzbahnhof nach Deutschland.

Auf der Strecke zum nächsten Bahnhof, Fontoy, befindet sich ein Überwerfungsbauwerk, mit dem die Züge kreuzungsfrei zwischen Links- und Rechtsbetrieb wechseln, ein Relikt aus der Zeit, als Lothringen zu Deutschland gehörte.

### Bahnhof Fontoy
Der Bahnhof Fontoy war nach 1871 und bis 1918 der deutsche Grenzbahnhof nach Frankreich an dieser Strecke. Das Empfangsgebäude des Bahnhofs, das noch aus französischer Zeit stammte, wurde 1875 von den Reichseisenbahnen in Elsaß-Lothringen erweitert. Es wird heute nicht mehr genutzt.